# 河合凱夫
河合 凱夫（かわい がいふ、1922年3月8日 - 1999年7月29日）は、埼玉県出身の俳人。本名・由男、旧姓・戸張。別号に鳴弦楼。

## 来歴
北葛飾郡三輪野江村（現吉川市）生まれ。小学校時代、担任の導きで「桜草」に入会し岡安迷子の指導を受ける。1936年、千葉県立野田農学校（現在の千葉県立清水高等学校）在学中に「南柯」(渡辺志豊主宰）野田支部の句会に参加。1940年、戸張錦秋の名で「南柯」同人となる。のち上京して日本専売公社に勤めながら中央大学夜間学部に通い、「南柯」芝支部を結成して支部長となる。1942年専売公社を退職、大学も中退し陸軍予備士官学校に進む。
戦後は「野ぶどう」を主宰、「花俳句」（高梨花人主宰）や「東虹」（大野我羊主宰）を経て1963年に中島斌雄の「麦」入会、1965年同人。1967年、「軸」を創刊、1977年に同主宰となる。千葉県俳句作家協会会長、現代俳句協会監査、朝日新聞千葉版俳壇選者なども務めた。1999年7月29日、腹部大動脈瘤により死去。78歳。
代表句に「炎天行く水に齢を近づけて」など。簡潔剛直な表現と静謐な情感とを特徴とし、生まれ育った吉川市、そして晩年まで暮らした野田市に因む、利根水系の自然や水田を背景に水をテーマにした句を多く作り「水の詩人」と呼ばれた。句集に『藤の実』『飛礫』『草の罠』『河合凱夫全句集』『はればれと』など。息子は同じく俳人の秋尾敏（現「軸」主宰）。野田市に凱夫の別号「鳴弦楼」の名を冠した俳句図書館「鳴弦文庫」がある。

## 略歴

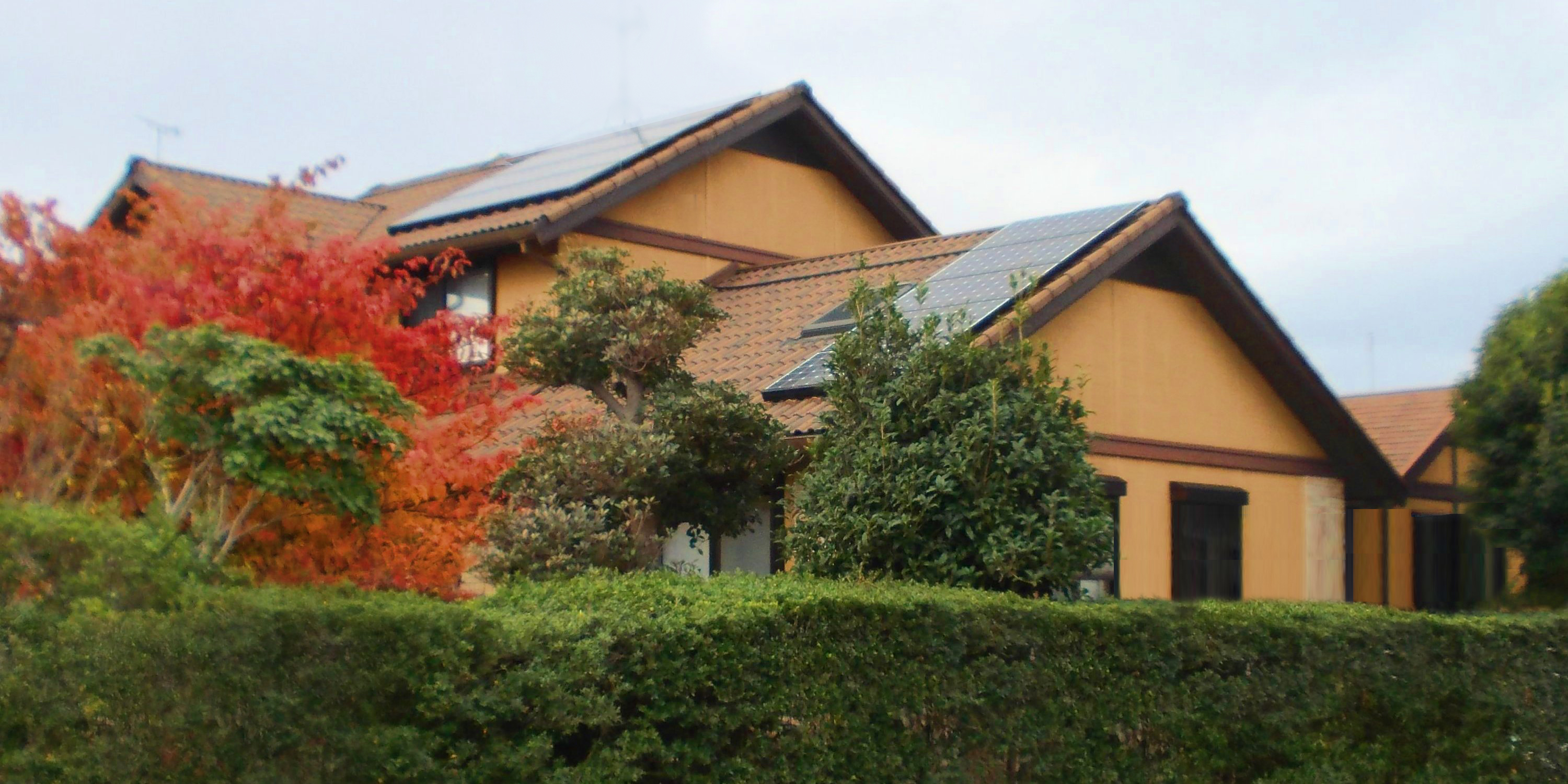
河合凱夫・秋尾敏俳句図書館　鳴弦文庫

- 1922年　北葛飾郡三輪野江村生まれ。「桜草」同人の岡安迷子の指導を受る。
- 1936年　千葉県立野田農学校在学中に渡辺志豊主宰「南柯」の句会に参加。
- 1940年　戸張錦秋の名で「南柯」の同人となる。佐藤雀仙人と交流。
- 1942年　句集「藤の実」を刊行。
- 1922年　雑誌「野ぶどう」を創刊。
- 1962年　に中島斌雄主宰「麦」に入会。
- 1965年　「麦」の同人となる。
- 1967年　雑誌「軸」を創刊。
- 1972年　「軸」主宰となる。
- 1974年　句集「飛磔」を刊行。
- 1977年　千葉県野田市立中央小学校校長となる。
- 1987年　句集「草の罠」を刊行。
- 1993年　千葉県俳句作家協会会長となる。
- 1999年　永眠。

## 句集
- 『飛礫』（1974・長谷川書房）
- 『草の罠』（1987・崙書房）
- 『河合凱夫全句集』（1994・沖積舎）
- 『はればれと 河合凱夫遺句集』（2000・沖積舎）